# Champvans (Haute-Saône)
Champvans é uma comuna francesa na região administrativa de Borgonha-Franco-Condado, no departamento de Alto Sona. Estende-se por uma área de 7,15 km². Em 2010 a comuna tinha 181 habitantes (densidade: 25,3 hab./km²).